# Sバンド

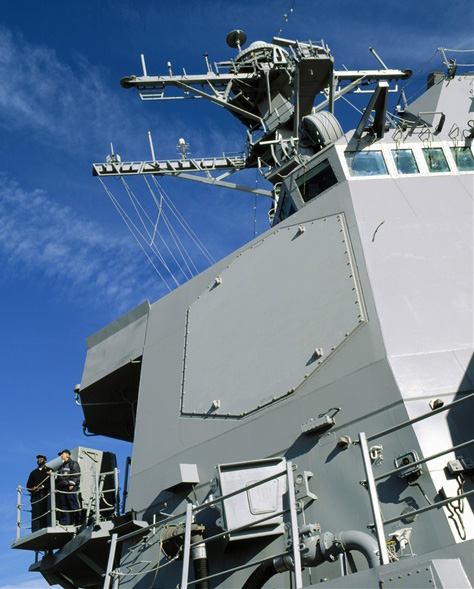
AN/SPY-1。Sバンドを利用する多機能レーダー。

電子レンジ

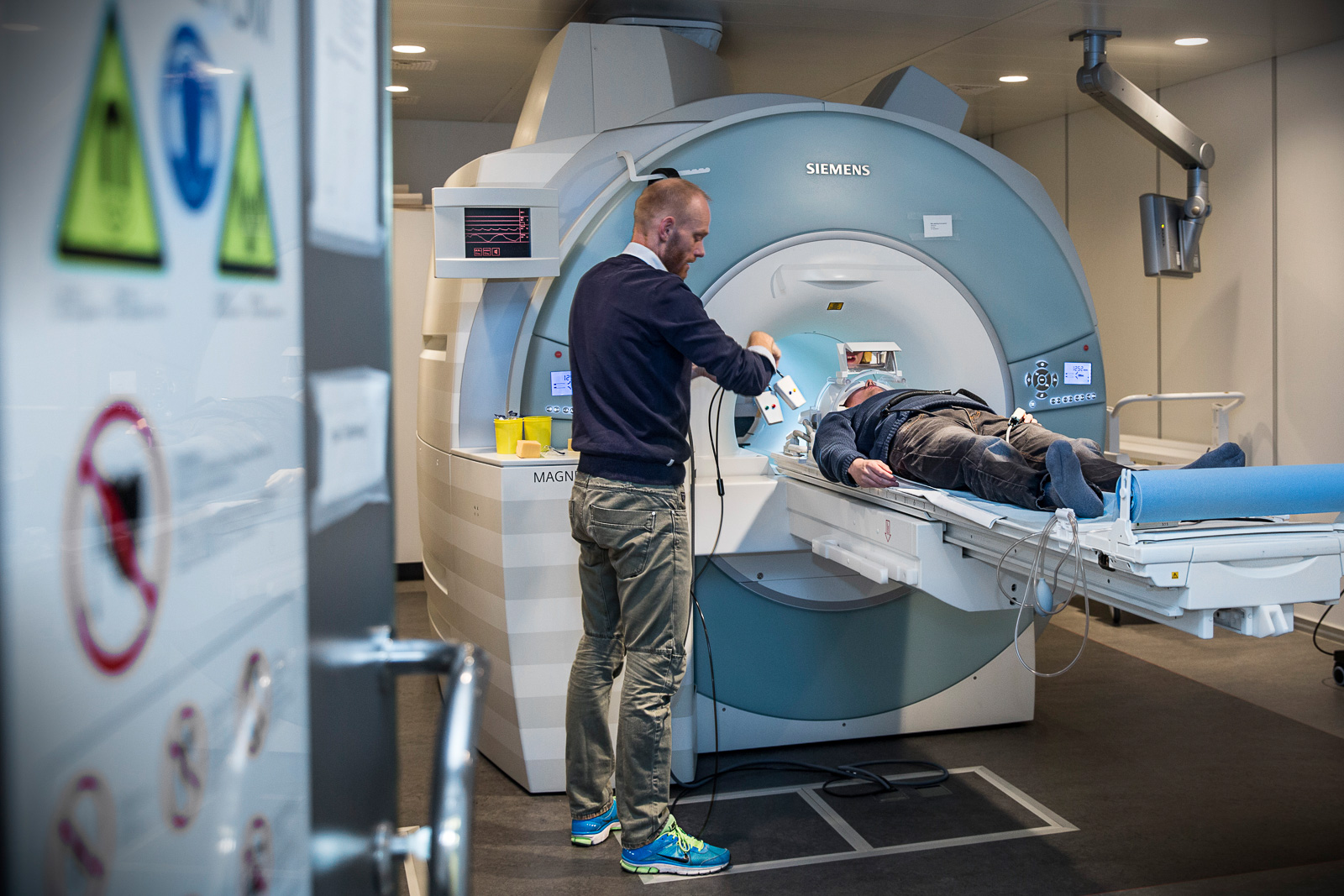
病院のMRI

Sバンド（S帯、英語: S-band）は、マイクロ波の周波数帯域の一種である。3ギガヘルツ (GHz) 帯（2–4GHz：波長75–150ミリメートル (mm)）で、極超短波 (UHF) からセンチメートル波 (SHF) が該当する。ISMバンドの2.45GHz帯としてアマチュア無線や無線LANなどのほか、固定無線、移動体向け衛星放送、レーダーなどで使用する。
第二次世界大戦中の技術革新に応じて帯域呼称が設定されて、当初は1.5–5GHz帯を指したが、後にIEEEによって体系的に整理されて現在の周波数帯域とされた。「Sバンド」は波長の「Short」に由来する。

## Sバンドを利用する機器の例
- レーダー
  - AN/SPY-1
  - 対砲レーダ装置 JTPS-P16
  - 富士山レーダー（廃止） : 気象庁東京管区気象台富士山測候所（2.88GHzを使用）
  - 室戸レーダー（初代） : 気象庁大阪管区気象台室戸岬測候所
  - 航空機電波高度計
- 通信機
  - ワイドスター : 衛星電話
- 放送
  - モバHO!（廃止）
- 産業・科学・医療
特に2.4–2.5GHzはISMバンドの代表格であり、免許がなくても使用できるため幅広く使われている
  - 工業用マイクロ波加熱装置
  - 電子レンジ
  - Bluetooth
  - 無線LAN : IEEE 802.11b/g/n
  - デジタルコードレス電話
  - RFID
  - 電気メス
  - MRI